# 日向サンパーク
日向サンパーク（ひゅうがサンパーク）は、宮崎県日向市大字幸脇にある総合レクリエーション施設である。

## 概要

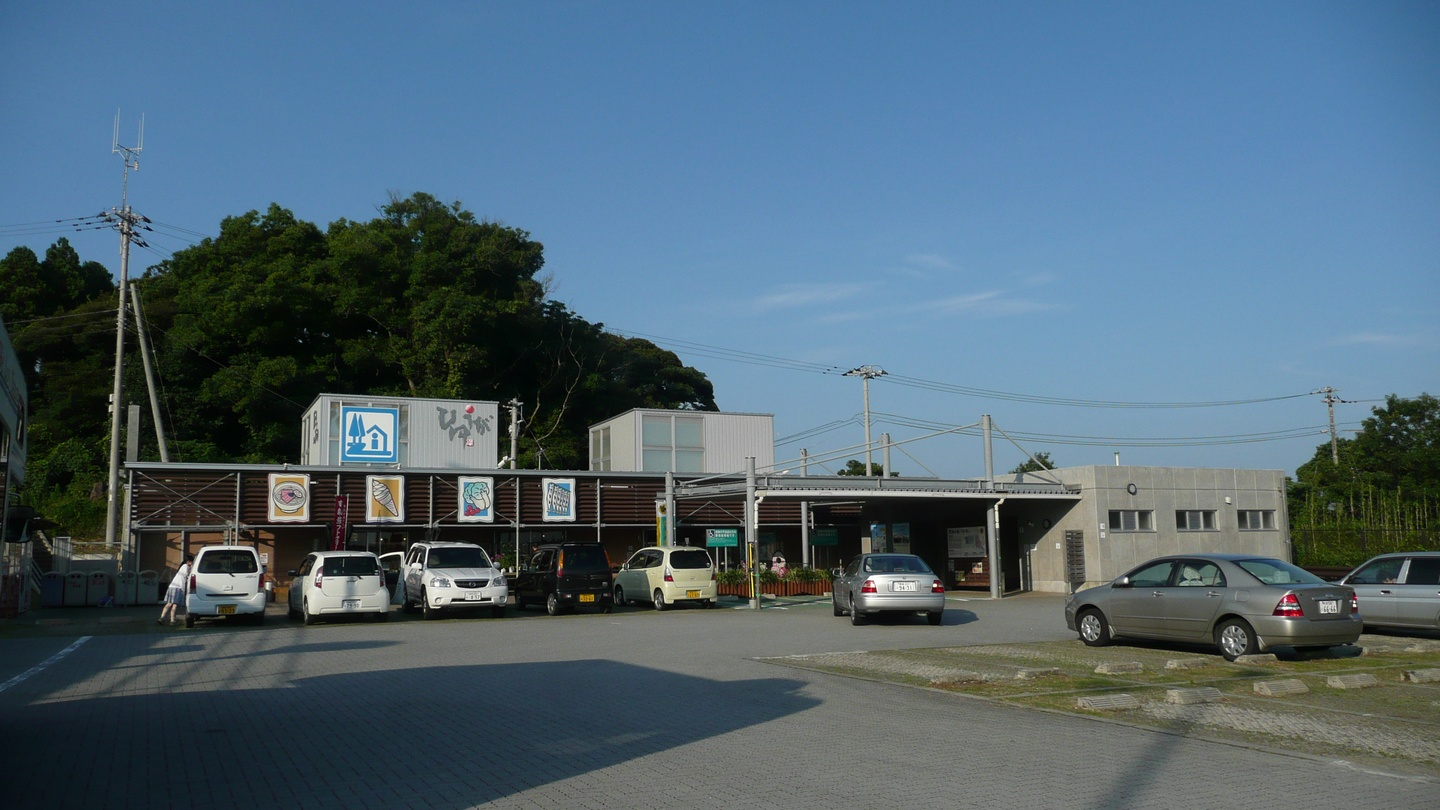
物産館（道の駅日向）

日向市南部の国道10号沿いに位置する。公園内は温泉施設のお舟出の湯をはじめ、道の駅日向（物産館）・レストラン・キャンプ場などを備えた複合レジャー施設となっている。また日豊海岸国定公園内にも位置しているため、温泉内の露天風呂やレストランから日向灘を一望することが出来る。
2008年度には、温泉館と物産館（道の駅）の入場者数が過去最高に達し、2012年度には5期連続となる黒字を達成した。

## 施設
- 道の駅日向（物産館）
- お舟出の湯（温泉館）
- レストラン「潮音」
- テニスコート
- 多目的広場
- グラウンドゴルフ場
- オートキャンプ場（子供用遊具あり）